# Matthia Ferrabosco
Matthia Ferrabosco (getauft 16. Juli 1550 in Bologna; beerdigt 23. Februar 1616 in Graz) war ein italienischer Komponist und Sänger.
Ferrabosco war seit 1581 Altist an der Grazer Hofkapelle. Seit 1588 war er Leiter des Knabenchores und ab 1603 Vizekapellmeister. 
Von ihm sind zweiundzwanzig vierstimmige Canzonetten überliefert.